# Anne Scott, 1. Duchess of Buccleuch

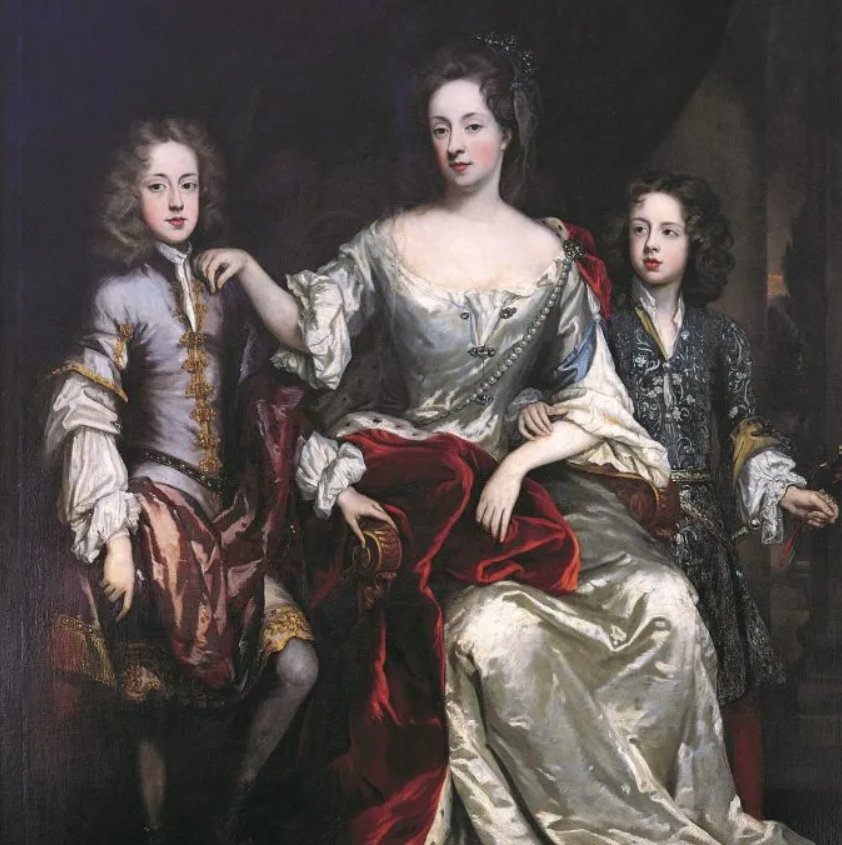
Anne, Duchess of Buccleuch, mit ihren zwei überlebenden Söhnen

Anne oder Anna Scott, 1. Duchess of Buccleuch (* 11. Februar 1651 in Dundee; † 6. Februar 1732) war eine schottisch-britische Adlige.

## Leben

### Familie und Kindheit
Anne Scott wurde am 11. Februar 1651 in Dundee geboren. Ihr Vater war Francis Scott, 2. Earl of Buccleuch, ihre Mutter war Lady Margaret Leslie, Tochter von John Leslie, 6. Earl of Rothes. Anne hatte zwei ältere Schwestern, Mary und Margaret, sowie einen älteren Bruder, Walter, der jedoch bereits im Jahr seiner Geburt gestorben war. Annes Vater starb im Jahr ihrer Geburt, woraufhin ihre ältere Schwester Mary den Titel der Countess of Buccleuch erbte. Allerdings starben schließlich sowohl Margaret 1652 als auch Mary 1661, was Anne zur Erbin der Titel und Güter machte.
Es gab einige Schwierigkeiten, da Mary verheiratet gewesen war, und deshalb argumentiert werden konnte, dass ihr Ehemann die schottischen Besitztümer erben könne, letztlich wurde Marys Ehe jedoch aufgrund ihres jungen Alters (sie heiratete mit 11 Jahren und starb mit 13) ungültig erklärt und Anne erbte die Güter sowie die Titel Countess of Buccleuch, Lady Scott of Buccleuch und Lady Scott of Whitchester and Eskdaill.
Ihre Kindheit verbrachte Anne mit ihrer Schwester Mary in Dalkeith, bevor sie 1653 nach der Wiederheirat ihrer Mutter mit David Wemyss, 2. Earl of Wemyss nach Wemyss Castle übersiedelten. Aus dieser zweiten Ehe ihrer Mutter hatte Anne eine Halbschwester namens Margaret, die spätere 3. Countess of Wemyss.

### Heirat und Titel
Am 20. April 1663 heiratete Anne James Crofts, den ältesten unehelichen Sohn König Karls II. mit Lucy Walter, der ihren Nachnamen Scott annahm. Anlässlich der Hochzeit wurden ihm die Titel des Duke of Monmouth, Duke of Buccleuch, Earl of Dalkeith und Lord Scott of Whitchester and Eskdaill verliehen. Anne erhielt die gleichen Titel suo jure. Das Paar hielt die Titel somit gemeinsam, aber unabhängig voneinander, sodass im Falle des Todes Monmouths ohne gemeinsame Kinder auch die Nachkommen Annes aus einer weiteren Ehe erbberechtigt wären.
Nach der Hochzeit verbrachte das Paar die meiste Zeit in England und lebte entweder in Whitehall oder in Moor Park nördlich von London. Ob die Ehe glücklich war, bleibt fraglich, da Monmouth recht öffentlich mit seiner Mätresse Henrietta Wentworth zusammenlebte.
Nach dem Scheitern der Monmouth Rebellion, deren Ziel es war König Jakob II. zu stürzen und Monmouth an seiner statt zum König zu erklären, wurde Annes Ehemann verhaftet sowie am 15. Juli 1685 wegen Hochverrats hingerichtet. Annes Titel waren aufgrund der Regelung von 1663 nicht von der Bill of Attainder ihres Ehemanns betroffen. Erben der Titel war ihr ältester Sohn James Scott, Earl of Dalkeith, und dessen männlichen Nachkommen.
Nach dem Tod ihres Ehemanns zog Anne nach Schottland zurück und verkaufte Moor Park an Benjamin Haskins-Stiles. Ab 1701 ließ sie Dalkeith House nach Vorbild des Barockschlosses Het Loo in den Niederlanden umbauen. Sie zeigte sich karitativ, kümmerte sich um Menschen in Not und stellte den Arbeitern der Kohleminen in Cowden, Sherriffhall und Newbattle Wohnungen zur Verfügung.
Am 6. Mai 1688 heiratete Anne Scott in zweiter Ehe Charles Cornwallis, 3. Baron Cornwallis, mit dem sie drei Kinder hatte.
Anne Scott starb am 6. Februar 1732 mit 80 Jahren. Ihre Titel gingen an ihren Enkel Francis, den Sohn von James Scott, Earl of Dalkeith, über.

## Ehen und Nachkommen
Aus ihrer ersten Ehe mit James Scott, 1. Duke of Monmouth, entstammten sechs Kinder:
- Charles Scott, Earl of Doncaster (1672–1674);
- James Scott, Earl of Dalkeith (1674–1705) ⚭ Lady Henrietta Hyde (um 1677–1730);
- Lady Anne Scott (1675–1685);
- Henry Scott, 1. Earl of Deloraine (1676–1730) ⚭ (1) Anne Duncombe († 1720) ⚭ (2) Mary Howard;
- Francis Scott (1678–1679);
- Lady Charlotte Scott (*/† 1683).[2]

Aus ihrer zweiten Ehe mit Charles Cornwallis, 3. Baron Cornwallis, entstammten drei Kinder:
- Lady Anne Scott († 1690);
- Lord George Scott (1692–1693);
- Lady Isabella Scott († 1747/48).